# Kulm (hoppbacke)

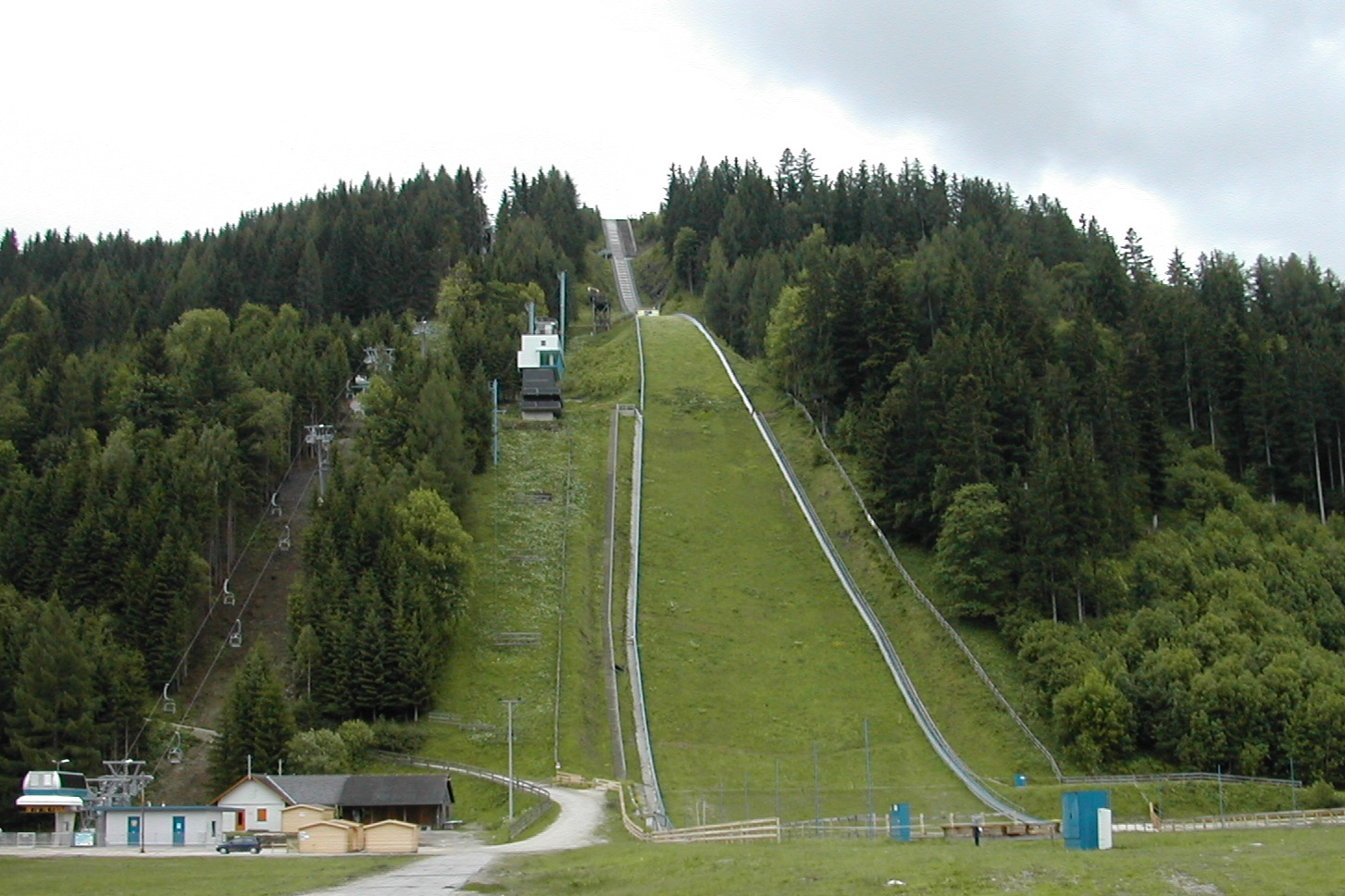
Kulm 8 juni 2005.

Kulm är en skidflygningsbacke i Bad Mitterndorf (Tauplitz kommun) i Österrike. Backen ligger vid Berg Kulmkogel och 1 123 meter över havet. Backen har K-punkt på 200 meter (K200) och backstorlek 235 meter (HS235). Backen följer till stora delar terrängen och räknas som världens största naturbacke.
Kulm används årligen i Världscupen i backhoppning och har haft VM i skidflygning fyra gånger: 1975, 1986, 1996 och 2006. Backrekordet är 244 meter, satt av Peter Prevc (Slovenien) i världscupen 16 januari 2016.

## Historia
Den första hoppbacken i Bad Mitterndorf byggdes 1908, och fick med tiden hopp över 30 meter. Planläggningen av skidflygningsbacken började 1947, och backen invigdes 1950. Den hade då storleken K100. Hubert Neuper senior, far till den senare världscupvinnaren Hubert Neuper junior, gjorde det första hoppet i backen. Hoppet mätte 96 meter. Det första officiella backrekordet var 103 meter, satt under öppningstävlingen av Rudi Dietrich.
Efter att FIS 1951 beslutat att tillåta byggande av större skidflygningsbackar (maximalt K120), blev Kulm ombyggd, och under skidflygningsveckan 1953 satte Sepp Bradl nytt backrekord med 122 meter. Från 1952 gick skidflygningsveckan på rundgång så att Oberstdorf, Bad Mitterndorf och Planica hade skidflygningsvecka vart tredje år. Det första världsrekordet i Kulm sattes 1962, då Peter Lesser (DDR) tangerade det ett år gamla gällande rekordet på 141 meter. Lesser satte också världsrekord i Kulm 1965, då han hoppade 145 meter.
Kulm var i 1975 arena for det tredje VM i skidflygning. Skidflygnings-VM hölls också i Kulm i 1986, 1996 och 2006. VM år 1986 präglades av många otäcka fall. Bland annat skadade sig Rolf Åge Berg (Norge), Masahiro Akimoto (Japan) och Ulf Findeisen (DDR) svårt. Dock satte Andreas Felder ny världsrekord (191 meter) i detta VM. 
I tiden efter detta innehade Planica världsrekordet, fram tills Vikersundbacken byggdes ut (2010) och nytt världsrekord sattes där 11 februari 2011 av Johan Remen Evensen (246,5 meter ).
Gällande världsrekordet för damer har satts i Kulm. Eva Ganster (Österrike) förbättrade världsrekordet flera gånger februari 1997, senast till 167 meter. Daniela Iraschko (också Österrike) satte 29 januari 2003 två världsrekord i Kulm. Senaste rekordet, 200 meter, är för närvarande gällande världsrekord för damer.
Arrangörerna i Bad Mitterndorf tilldelades 2012 VM i skidflygning 2016.

## Världsrekord noterade i Kulm
Män (uppdaterat 16 februari 2012)
| År   | Datum   | Rekordinnehavare | Land        | Tidigare rekord | Nytt rekord |
| ---- | ------- | ---------------- | ----------- | --------------- | ----------- |
| 1962 | 1 mars  | Peter Lesser     | Östtyskland | 141 meter       | 141 meter   |
| 1965 | 21 mars | Peter Lesser     | Östtyskland | 144 meter       | 145 meter   |
| 1986 | 9 mars  | Andreas Felder   | Österrike   | 191 meter       | 191 meter   |

Kvinnor (uppdaterat 16 februari 2012)
| År   | Datum      | Rekordinnehavare | Land      | Tidigare rekord | Nytt rekord |
| ---- | ---------- | ---------------- | --------- | --------------- | ----------- |
| 1997 | 4 februari | Eva Ganster      | Österrike | 115 meter       | 144 meter   |
| 1997 | 5 februari | Eva Ganster      | Österrike | 144 meter       | 161 meter   |
| 1997 | 6 februari | Eva Ganster      | Österrike | 161 meter       | 163 meter   |
| 1997 | 1 mars     | Eva Ganster      | Österrike | 163 meter       | 164,5 meter |
| 1997 | 9 februari | Eva Ganster      | Österrike | 164,5 meter     | 165 meter   |
| 1997 | 9 februari | Eva Ganster      | Österrike | 165 meter       | 167 meter   |
| 2003 | 29 januari | Daniela Iraschko | Österrike | 167 meter       | 188 meter   |
| 2003 | 29 januari | Daniela Iraschko | Österrike | 188 meter       | 200 meter   |